# Linda Rocchetti
Linda Rocchetti (8 aprile 1964) è un'ex sciatrice alpina italiana.

## Biografia
Sciatrice polivalente originaria di Fleres di Brennero, la Rocchetti ottenne il primo piazzamento internazionale in occasione dello slalom gigante di Coppa del Mondo disputato il l'8 gennaio 1982 a Pfronten (11ª); si classificò in seguito 12ª nella combinata che unì il risultato di quella gara con quello dello discesa libera di Grindelwald del 14 gennaio, suo ultimo risultato nel circuito. Nello stesso anno ai Mondiali di Schladming 1982 fu 13ª nella combinata, mentre ai successivi Mondiali juniores di Auron 1982 vinse la medaglia di bronzo sia nello slalom gigante sia nella combinata. La sua carriera si interruppe a causa di un grave infortunio occorsole durante la discesa libera di Coppa del Mondo disputata il 7 dicembre 1983 a Val-d'Isère; non prese parte a rassegne olimpiche.

## Palmarès

### Mondiali juniores
- 2 medaglie:
  - 2 bronzi (slalom gigante, combinata ad Auron 1982)

### Coppa del Mondo
- Miglior piazzamento in classifica generale: 61ª nel 1982

### Campionati italiani
- 3 medaglie[2]:
  - 1 oro (discesa libera nel 1982)
  - 2 argenti (combinata nel 1982; discesa libera nel 1983)